# Advisory Service for Squatters
El Advisory Service for Squatters o ASS (en español Servicio de asesoramiento para okupas) es un colectivo activista con sede en Londres y gestionado por voluntarios. Su objetivo es proporcionar asesoramiento práctico y apoyo legal a los okupas. Fue fundado en 1975, a partir del Family Squatters Advisory Service. Después de tener su sede durante muchos años en St. Paul's Road en Islington, ASS trasladó sus oficinas a Whitechapel High Street, en el mismo edificio que Freedom Press .

## Historia
A finales de la década de los 60, se fundó el colectivo Family Squatters Advisory Service (FSAS) en Londres, para ayudar a defender los derechos de los okupas. A raíz de un caso judicial de 1973 el Tribunal de Apelación declaró que un propietario podía volver a entrar en una propiedad ocupada a la fuerza para desalojar a los que ocupaban la propiedad, dejando de respetar la inviolabilidad del domicilio; por lo que todo el poder pasó a manos del propietario, y no de los ocupantes. Este caso provocó una división entre quienes luchaban por los derechos a la vivienda en el FSAS, ya que los defensores de la nueva ola pensaron que el FSAS no había hecho lo suficiente para proteger los derechos de los inquilinos sin licencia. La división dio lugar a una organización diferente llamada All London Squatters (ALS), más orientada hacia la acción directa y abierta a ocupantes ilegales tanto con licencia como sin ella, por lo que se la percibía como más militante. Con el tiempo la división entre los que estaban a favor y los que se oponían a los ocupantes ilegales sin licencia se hizo más profunda, y en 1975, las divisiones dentro del grupo llevaron a su disolución y se formó el colectivo Servicio de Asesoramiento para Okupas (ASS).
En 2011, la ASS estimó que había entre 15.000 y 17.000 ocupantes ilegales en todo el Reino Unido. La ocupación ilegal de edificios residenciales fue criminalizada en Inglaterra y Gales en 2012 por la Ley de Asistencia Legal, Sentencia y Castigo de Delincuentes de 2012, lo que llevó a ASS y al grupo de campaña Squatters Action for Secure Homes (SQUASH) a asesorar a la gente sobre el cambio de situación legal.
Un representante de ASS dijo a Vice News en 2020 que la pandemia de COVID-19 en el Reino Unido había provocado un aumento general de los desalojos ilegales por parte de los propietarios en Londres, sin intervención de la Policía Metropolitana.

## Actividades
La ASS publica periódicamente el Manual de ockupación que sirve como guía sobre cómo y dónde okupar. Se vende en la propia asociación, y por internet, y han llegado a vender 150.000 copias desde 1976. La decimotercera edición se publicó en 2009 y la decimocuarta en octubre de 2016. El manual detalla por ejemplo las pautas sobre cómo encontrar propiedades para ocupar, qué hacer en enfrentamientos con la policía, cómo mantener la propiedad y establecer tuberías de agua temporales; y, en general, cómo sobrevivir mientras se ocupan.
En 2011, un voluntario de la ASS ganó un caso (Voyias contra Information Comissioner y London Borough of Camden EA / 2011/0007 ) que obligó al ayuntamiento a publicar una lista de las propiedades vacías. El Daily Mail luego escribió un artículo titulado "¿Agencias profesionales que comercializan casas vacías para posibles ookupas?" que criticó la decisión, lo que llevó a ASS a responder que el artículo era "engañoso e inexacto". Al año siguiente, ASS criticó dos artículos del Daily Mail escritos por Max Hastings y Andrew Levy que hablaban de "okupas moldavos", describiéndolos como racistas y "claramente diseñados para provocar tensiones contra las personas debido a su nacionalidad".

## Otras lecturas
- Finchett-Maddock, Lucy (2017). «Squatters' right: A case study on ‘legal movements’ theory». Socialist Lawyer (76): 40. doi:10.13169/socialistlawyer.76.0040.
- Paton, Jim (1 de junio de 2004). «Squatting for beginners». Consultado el 3 de diciembre de 2020.

- Datos: Q4686862